# سیارک ۲۴۵۶

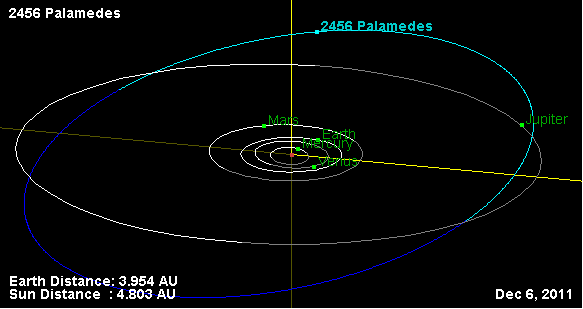
نمایی از محل قرارگیری سیارک ۲۴۵۶ در مدار – ۲۰۱۱

سیارک ۲۴۵۶ (به انگلیسی: 2456 Palamedes، نامگذاری:1966BA1) دو هزار و چهارصد و پنجاه و ششمین سیارک کشف شده‌است که در ۳۰ ژانویه ۱۹۶۶ کشف شد.
قدر مطلق سیارک برابر ۹٫۶۰ است.